# يومينس
يومينس الكاردي (اليونانية القديمة: Εὐμένης ، حوالي 316-362 ق م) كان قائداً عسكرياً وعالما يوناني. وقد اشترك في حروب ملوك طوائف الإسكندر وكان داعماً للأسرة الأرغية الملكية من مقدونيا.

## سيرته
وكان مواطن من كارديا التراقية. في سن مبكرة جدا كان يعمل أمين سر خاص عند فيليب الثاني المقدوني، وبعد وفاته، انتقل إلى خدمة الإسكندر الأكبر فرافقه في فتوحات آسيا. وبعد وفاة الإسكندر (323 ق م)، تولى يومينس قيادة مجموعة كبيرة من الجنود اليونانيين الذين قاتلوا تأييداً لابن الإسكندر، الإكسندر الرابع. وفي خضم أحداث التقسيم الذي جرى على الإمبراطورية، تم تخصيص كبادوكيا وبافلاغونيا إلى يومنس، ولكن لأنهما لم تكونا قد أخضعتا بعد للحكم المقدوني، فقد قام بيرديكاس، بإلقاء مسؤولية معاونة يومينيس على كاهل ليوناتوس وأنتيغونوس لتأمين ذلك. إلا أن أنتيغونوس تجاهل الأمر، فحاول يومينس عبثا حث ليوناتوس لمرافقته إلى أوروبا ومشاركته في خططه الطموحة والعالية.
انضم يومينس لبيرديكاس الذي قام بتنصيبه حاكما على كبادوكيا. وعندما قرر كراتيروس وأنتيباتر، بعد أن أخضعا اليونان في الحرب اللمومية، على أن تنتقلا إلى آسيا لاسقاط سلطة بيرديكاس، وجّها ضربتهما الأولى نحو كبادوكيا. فهزم كل من كراتيروس ونيوبطليموس مرزبان أرمينيا شر هزمة على يد يومينس في معركة في مكان ما بالقرب من الدردنيل في عام 321 ق م. وقتل نيوبطليموس بينما مات كراتيروس متأثرا بجراحه.
بعد مقتل بيرديكاس في مصر من قبل جنوده (320 ق م)، حكم القادة المقدونيون على يومينس بالموت، فعيّنوا كل من أنتيباتر وأنتيغونوس كقاتلين له. ففر يومينس، بعد تسريب خبر مهمة القتل من قبل أحد ضباطهم الخاصين، فهرب إلى نورا، وهو حصن قوي على الحدود بين كبادوكيا وليكاونيا، حيث أمسك بالحصن لأكثر من عام، حتى موت أنتيباتر الذي ألقى أعداء يومينس في حالة من الفوضى. وقد ترك أنتيباتر وصاية العرش لصديقه بوليبيرخون بدلا من ابنه كاسندر. وهكذا تحالف كاسندر مع أنتيغونوس وبطليموس، في حين تحالف بوليبيرخون مع يومنيس. فتمكن بذلك من الفرار من حصن نورا، فكان بعد فترة وجيزة في حال تهديد لسوريا وفينيقيا.
وفي عام 318 ق م سار أنتيغونوس ضده، فانسحب يومينيس إلى الشرق للانضمام إلى حكام مقاطعات ما وراء نهر دجلة. وبعد انتصارين غير حاسمين في معركة بارايتاكين (317 ق م) ومعركة غابيين (316 ق م)، تعرض يومينس للخيانة من قبل قبل ضباط تحت قيادته فسلموه لأنتيغونوس.
ووفقاً لبلوتارخ وديودورس، فقد حاز يومينس على النصر في المعركة لكنه خسر السيطرة على مخيم أمتعة جيشه إما بسبب ازدواجية ولاء حليفه پوكستاس أو بسبب عدم كفاءته. وقد شملت هذه الأمتعة أيضا جميع الغنائم التي غنمها قدامى المحاربين المقدونيين (الذين يسمون أرغيراسبيس Argyraspides ، أو ذوي التروس الفضية)-وهي كنوز راكموها خلال أكثر من 30 عاما من الحروب الناجحة. وهي لم تحتوي على الذهب والأحجار الكريمة فقط بل احتوت على نساء الإغريق وأطفالهم. فرد أنتيغونوس على طلب لرد مخيم الأمتعة التي بعث بها توتاموس، أحد قادة ذوي التروس الفضية، من خلال مطالبتهم بتسليمهم يومينس له. وهذا ما قام به ذوو التروس الفضية بالضبط.
ووفقاً لرواية بلوتارخ، قام أنتيجونوس بمنع الماء والطعام عن يومينس لمدة ثلاثة أيام، ولكن في النهاية أرسل عليه جلادا لنقله له عندما حان وقت نقل معسكره من مكانه. فسلّم جثمانه لأصدقائه ليحرقوا الجثمان في مراسم تكريم الموتى، فأودع رفاته في أصيص من الفضة وأرسل إلى زوجته وأطفاله.

## ملامح شخصيته
على الرغم من مهارات يومينس التي لا يمكن إنكارها كقائد عسكري، فإنه لم يحضى باحترام وولاء ضباط جيشه المقدونيين بالكامل وقد مات نتيجة ذلك. وقد كان قائد قادرا متمكّنا وقد بذل قصارى جهده للحفاظ على وحدة إمبراطورية الاسكندر في آسيا، ولكن جهوده أحبطت من قبل الجنرالات والحكام الذين كانوا تحت إمرته وتحت إمرة أعدائه. وقد كان يومينس مكروها ومحتقرا من قبل الكثير من رفاقه القادة وذلك لنجاحاته ولعرقه ولاحتلاله منصب أمين السر الملكي فيما مضى من أيام الإسكندر وأبوه. وقد نُظر لـ يومينس في التراث كشخصية مأساوية، فقد كان مثال الرجل الذي حاول على ما يبدو فعل الشيء الصحيح لكن العدو الذي لا يرحم وغدر جنوده تمكنوا منه.